# Gustaaf Deloor
Gustaaf Deloor (De Klinge, 24 de junho de 1913 - Malinas, 28 de janeiro de 2002) foi um ciclista belga, profissional durante os anos 30. Era irmão do também ciclista profissional Alfons Deloor.
Será recordado no mundo ciclista por ser o primeiro ganhador da Volta a Espanha. Foi também o primeiro corredor a ganhar duas edições desta carreira, o que fez de forma consecutiva em 1935 e 1936. Naquelas duas primeiras edições, o líder vestia de laranja.
A edição de 1936 segue sendo a edição com mais tempo em meta da Volta já que a carreira correu-se em 150 h 7 min 54 s. A carreira constava de 22 etapas com um comprimento total de 4.407 quilómetros. Gustaaf terminou primeiro e seu irmão maior Alfons terminou segundo na geral. A edição de 1950 é a única na que se repetiu este facto, que dois irmãos ocupassem os dois primeiros postos da classificação ao ganhar nesta ocasião Emilio Rodríguez e ficando segundo o seu irmão Manuel Rodríguez.

## Biografia
Deloor foi profissional desde 1932 até 1939, quando a Segunda Guerra Mundial provocou o final da sua carreira. Deloor estava a servir no exército da Bélgica em Fort Eben-Emael cerca de Maastricht , mas quando o exército alemão invadiu a fortaleza a 10 de maio de 1940, Deloor junto com uns 1.200 belgas foram feitos prisioneiros. Em Stalag II-B ou o prisioneiro de guerra acampamento II-B, Deloor foi capaz de trabalhar na cozinha devido a um oficial alemão que estava interessado nos desportos. Quando Deloor voltou da guerra, regressou a uma casa saqueada e decidiu começar uma nova vida nos Estados Unidos da América em 1949. Após dez anos em Nova Iorque mudou-se para Los Angeles. Ele perdeu a sua primeira esposa em 1966, mas se voltou a casar. Em 1980, regressou à Bélgica.
Os triunfos mais importantes da sua carreira são as Volta a Espanha de 1935 e Volta a Espanha de 1936, entre as quais conseguiu também sete triunfos de etapa.
Aparte de outros triunfos menores, conseguiu também a vitória na 6.ª etapa do Tour de France de 1937.

## Palmarés
- 1934
  - 1.º Stekene
  - 1.º Prêmio de Heist-op-den-Berg (Flecha de Heist).

- 1935
- Volta a Espanha, mais 3 etapas 
  - 1 etapa na Paris-Saint-Étienne
  - 3.º no Scheldeprijs

- 1936
- Volta a Espanha, mais 3 etapas 
  - 1.º em Poperinge
  - 1.º no Critérium de Bâle
  - 2.º no Volta à Suíça

- 1937
  - 1 etapa do Tour de France
  - 1.º no Critèrium de Mons
  - 2.º na Liège-Bastogne-Liège

- 1939
- Grande Prêmio do 1º de Maio
  - 1.º em Rijkervorsel
  - 1.º em St.niklaas-Waas

## Resultados nas grandes voltas
| Carreira           | 1932 | 1933 | 1934 | 1935 | 1936 | 1937 | 1938 | 1939 |
| ------------------ | ---- | ---- | ---- | ---- | ---- | ---- | ---- | ---- |
| Giro d'Italia      | -    | -    | -    | -    | -    | -    | -    | -    |
| Tour de France     | -    | -    | -    | -    | -    | 16.º | -    | -    |
| Volta a Espanha    | X    | X    | X    | 1.º  | 1.º  | X    | X    | X    |
| Mundial em Estrada | -    | -    | -    | -    | Ab.  | -    | -    | X    |